# Cruz de Piedra (Huarmaca)
Cruz de Piedra es un caserío peruano ubicado en el distrito de Huarmaca, perteneciente a la provincia de Huancabamba del departamento de Piura, al norte del Perú. 

## Ubicación
Cruz de Piedra se ubica al sureste de la provincia de Huancabamba, en el distrito de Huarmaca, en el departamento de Piura.

## Demografía
En 2017 Cruz de Piedra tenía una población de 140 habitantes.
| Gráfica de evolución demográfica de Cruz de Piedra entre 1993 y 2017 |
|                                                                      |
| Fuentes: Población 1993 y 2017                                       |